# Euro-herdenkingsmunt van België en Luxemburg
De euro-herdenkingsmunt van België en Luxemburg  werd in 2005 uitgegeven door België.
Voor 1 juli 2005 was de eerste gemeenschappelijke euromunt die twee staten samen lieten slaan aangekondigd en ook daadwerkelijk in omloop gebracht: de herdenkingsmunt van 2 EUR, met de portretten van koning Albert II van België en groothertog Hendrik van Luxemburg. De munt herinnert aan de tot aan de invoering van de euro bestaande muntunie tussen beide landen, zijnde de Belgisch-Luxemburgse Economische Unie (BLEU)
Omschrijving: In het midden van de munt, boven het jaartal 2005, zijn de beeltenissen van groothertog Hendrik van Luxemburg en van koning Albert II van België in profiel (van links naar rechts) weergegeven. De initialen van de graveur, LL, staan rechts onderaan. Beide beeltenissen en het jaartal zijn omringd door de twaalf sterren van de EU en door het monogram van groothertog Hendrik aan de linkerzijde en het monogram van koning Albert II aan de rechterzijde. De munttekens staan tussen twee sterren aan de onderkant van de munt. Links in de rand bevindt zich een gekroonde H en rechts een gekroonde A. 
Deze munt wordt dikwijls bestempeld als een munt die ook echt is uitgegeven als Luxemburgse herdenkingsmunt. Dat is niet juist, de regels voor herdenkingsmunten bepalen dat een land elk jaar maar één herdenkingsmunt mag uitgeven. Luxemburg had dat jaar al een munt uitgegeven, namelijk die van de twee hertogen.
Herdenkingsmunten van € 2  (lijst)

'04 · '05 · '06 · '07 · '08 · '09 · '10 · '11 · '12 · '13 · '14 · '15 · '16 · '17 · '18 · '19 · '20 · '21 · '22 · '23 · '24 · '25

Gemeenschappelijke uitgiftes: 50 jaar Verdrag van Rome (2007) · 
10 jaar EMU (2009) · 
10 jaar euro (2012) · 
30 jaar Europese vlag (2015) ·
35 jaar ERASMUS-programma (2022)

Series: Luxemburgse dynastie · 
Duitse 'Bundesländer' · 
Spaanse UNESCO-Werelderfgoedlijst · 
Maltese Constitutionele Geschiedenis · 
Maltese Door kinderen met solidariteit · 
Letse Historische en Culturele Regio's · 
Maltese Prehistorische Tempels ·
Litouwse Etnografische Regio's ·
Franse Countdown naar de Olympische Zomerspelen van 2024 in Parijs ·
Duitse Bundesländer II ·
Maltese Ommuurde Steden
Meerwaardeherdenkingsmunten

België · 
Cyprus · 
Duitsland · 
Finland · 
Frankrijk · 
Griekenland · 
Ierland · 
Italië · 
Luxemburg · 
Malta · 
Nederland · 
Oostenrijk · 
Portugal · 
Slovenië · 
Slowakije · 
Spanje —
Non-EU: Monaco · 
San Marino · 
Vaticaanstad